# Ū
Ū är en U med ett streck över. Bokstaven uttalas "uh". Den finns i både lettiskan, liviska och litauiskan som en egen bokstav. I lettiska är det den 29:e bokstaven i alfabetet som Litauiska. I Liviskan är det den 36:e bokstaven i alfabetet.